# 日本救急医学会中部地方会
日本救急医学会中部地方会（にほんきゅうきゅういがくかいちゅうぶちほうかい、英文名 Chubu Chapter of Japanese Association for Acute Medicine）は、中部地区の救急医学の進歩発展を図るために設立された学術団体。参加都道府県は、山梨・長野・岐阜・静岡・愛知・三重・富山・石川・福井。主たる事務所を愛知県長久手市岩作雁又1-1にある愛知医科大学病院高度救命救急センターに置いている。

## 沿革
1984年東海地区で研究会（東海救急医学会。構成県は愛知県・岐阜県・三重県・静岡県）が、1991年北陸地区で研究会（北陸救急医学会。構成県は富山県・石川県・福井県）がそれぞれ設立された。
東海救急医学会は1987年に日本救急医学会東海地方会に改称し、1997年より日本救急医学会東海地方会誌を発刊。1995年に長野県が、2000年に山梨県が参加したため、2003年に日本救急医学会東海甲信地方会に改称。
一方北陸救急医学会は1996年に日本救急医学会北陸地方会に改称し、2001年に日本救急医学会北陸地方会誌を発刊。
2005年に東海甲信地方会と北陸地方会が合流し中部地方会に改組、現在に至る。（2015年12月1日現在）。

## 事業
- 日本救急医学会の地方会として学術集会の開催、機関誌・論文・図書・研究資料の刊行、日本国内外の関係団体との協力活動などを行う

## 機関誌
- 『日本救急医学会中部地方会雑誌』ISSN 1880-3547 年数回